# Josef Madlener
Josef Madlener, né le 16 avril 1881 à Memmingen en royaume de Bavière et mort le 27 décembre 1967, était un artiste et illustrateur allemand. Ses oeuvres ont été publiées dans différents journaux et magazines, et dans quelques livres de Noël pour enfants à caractère religieux, dont Das Christkind Kommt (1929), et Das Buch vom Christkind (1938). Les peintures de Noël de Madlener ont également été vues dans plusieurs sériés de cartes postales.

## Anecdotes
C'est l'un de ses tableaux, der Berggeist (l'esprit de la montagne) qui a marqué l'imagination de Tolkien lors d'un de ses voyages en Suisse. Tolkien a conservé soigneusement une carte postale représentant ce tableau et a noté au dos :" Origine de Gandalf"..